# Ішків
І́шків — село в Україні, у Купчинецькій сільській громаді Тернопільського району Тернопільської області. Розташоване на річці Стрипа, на заході району. До 2018 — центр Ішківської сільської ради, якій були підпорядковані села Дворище та Росохуватець. Від 2018 року ввійшло у склад Купчинецької сільської громади. Через село проходить автодорога Т 2006 (Бучач — Білявинці — Зарваниця — Городище; стан на початок зими 2013-14 — задовільний з натяжкою як для територіальних доріг).
Населення — 427 осіб (2003 р.).
Поблизу села — Ішківський загальнозоологічний та орнітологічний заказники.

## Історія
Перша писемна згадка — 1430 р.
1 серпня 1934 р. внаслідок адміністративної реформи село включене до новоствореної у Підгаєцькому повіті об'єднаної сільської гміни Семиківці.
Діяли філії «Просвіти» та інших українських товариств.
Від березня до липня 1944 р., коли по річці Стрипа пролягала лінія фронту, жителі Ішкова були переселені у село Золота Слобода (нині Козівського району).
Під час військових дій 1944 р. близько 160 будинків спалено.
12 червня 2020 року, відповідно до розпорядження Кабінету Міністрів України № 724-р «Про визначення адміністративних центрів та затвердження територій територіальних громад Тернопільської області» увійшло до складу Купчинецької сільської громади.
19 липня 2020 року, в результаті адміністративно-територіальної реформи та ліквідації Козівського району, село увійшло до складу Тернопільського району.

## Населення
За даними перепису населення 2001 року мовний склад населення села був таким:

### Мова
Розподіл населення за рідною мовою за даними перепису 2001 року:
| Мова       | Кількість | Відсоток |
| ---------- | --------- | -------- |
| українська | 423       | 99.53%   |
| російська  | 2         | 0.47%    |
| Усього     | 425       | 100%     |

Місцева говірка належить до наддністрянського говору південно-західного наріччя української мови.

## Пам'ятки
Є церква святого архістратига Михаїла (1934 р., кам'яна, УГКЦ), «фігура» на місці старої дерев'яної церкви. Також діє хор церкви Архістратига Михаїла.

## Пам'ятники
Споруджено пам'ятник полеглим у німецько-радянській війні воїнам-односельцям (1985).
Встановлено кам'яні хрести:
- на місці церкви св. Антонія
- на честь скасування панщини (1911 р.)

Насипані могили на місці поховання 7-ми вояків Легіону УСС (1990 р.), односельцям, полеглим у II світовій війні, та жертвам сталінських репресій.

## Музей
Тернопільський музикант Петро Катола створив у селі музей, у якому зібрав музичні інструменти з усього світу.

## Соціальна сфера
Діють загальноосвітня школа І-ІІ ступенів, Будинок культури, бібліотека, ФАП.

## Відомі люди

### Народилися
- Микола Маринович  — український військовий діяч,  начальник Генерального штабу Української Галицької Армії
- народний майстер, літератор і композитор В. Кульчицький,
- народний майстер (плетіння з рогози) і поет Ярослав Ремінецький[8]
- Сергій Свистула (1992, с. Ішків, нині Тернопільського району  Тернопільської області — 03 січня 2023, в районі КПВВ «Майорське», Донецька область) — український військовик, учасник російсько-української війни[9].
- Ростислав Якубик (1979—2015) — український військовик, боєць 24-го окремого штурмового батальйону ЗСУ «Айдар»
- Ігор Федоров  — український військовик. Генерал-майор. Перший заступник начальника штабу Сухопутних військ Збройних Сил України.

### Працювали, перебували
- Мирослав Вовк  — український військовик,  референт СБ ОУН Дрогобицької області та Подільського краю. Загинув біля села 29 червня 1947 року.
- Василь Тринька — український господарник, меценат, автор праць з агрономії, краєзнавства.[10]

## Галерея

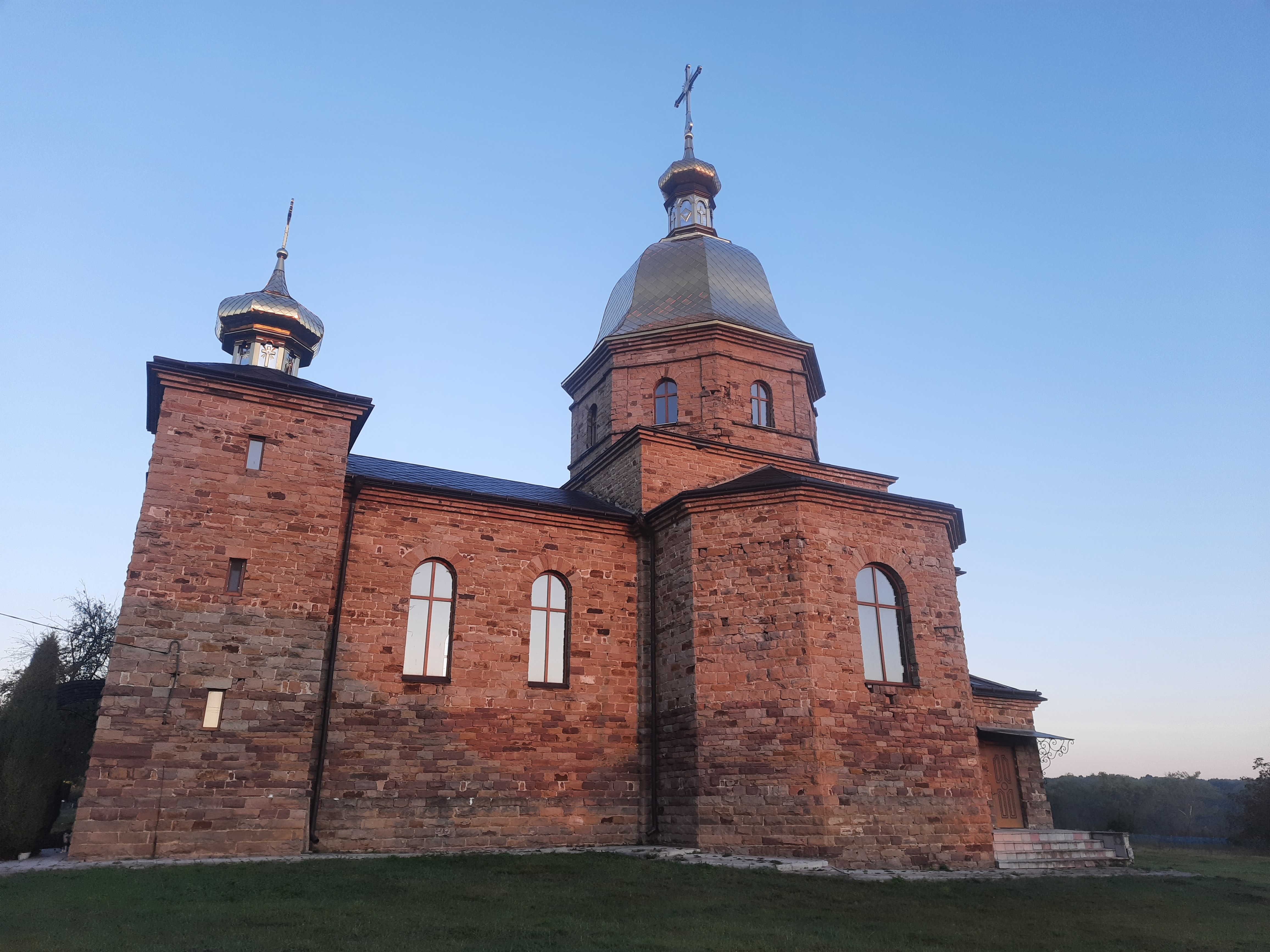
Церква Святого Архістратига Михаїла
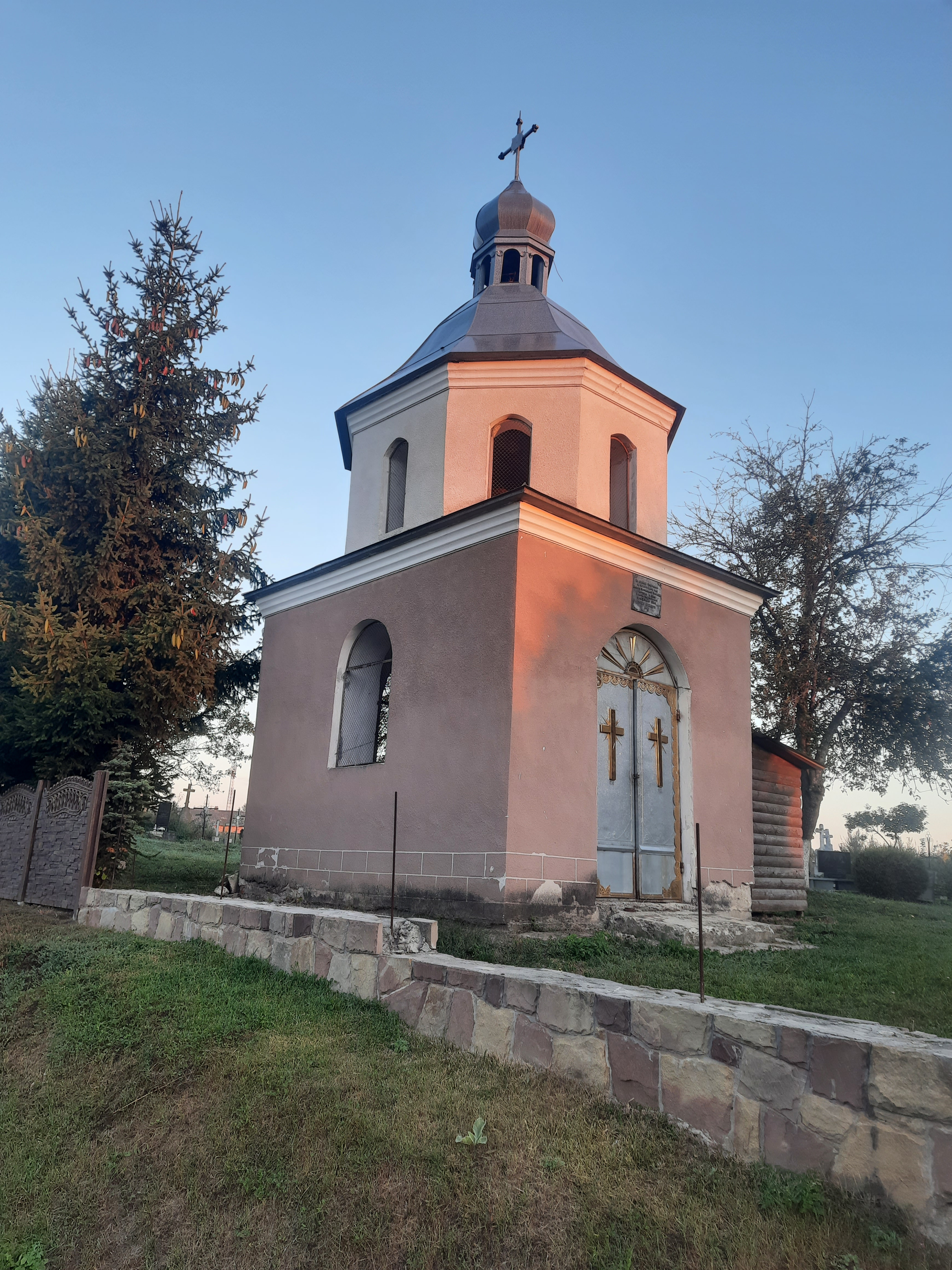
Дзвіниця церкви Святого Архістратига
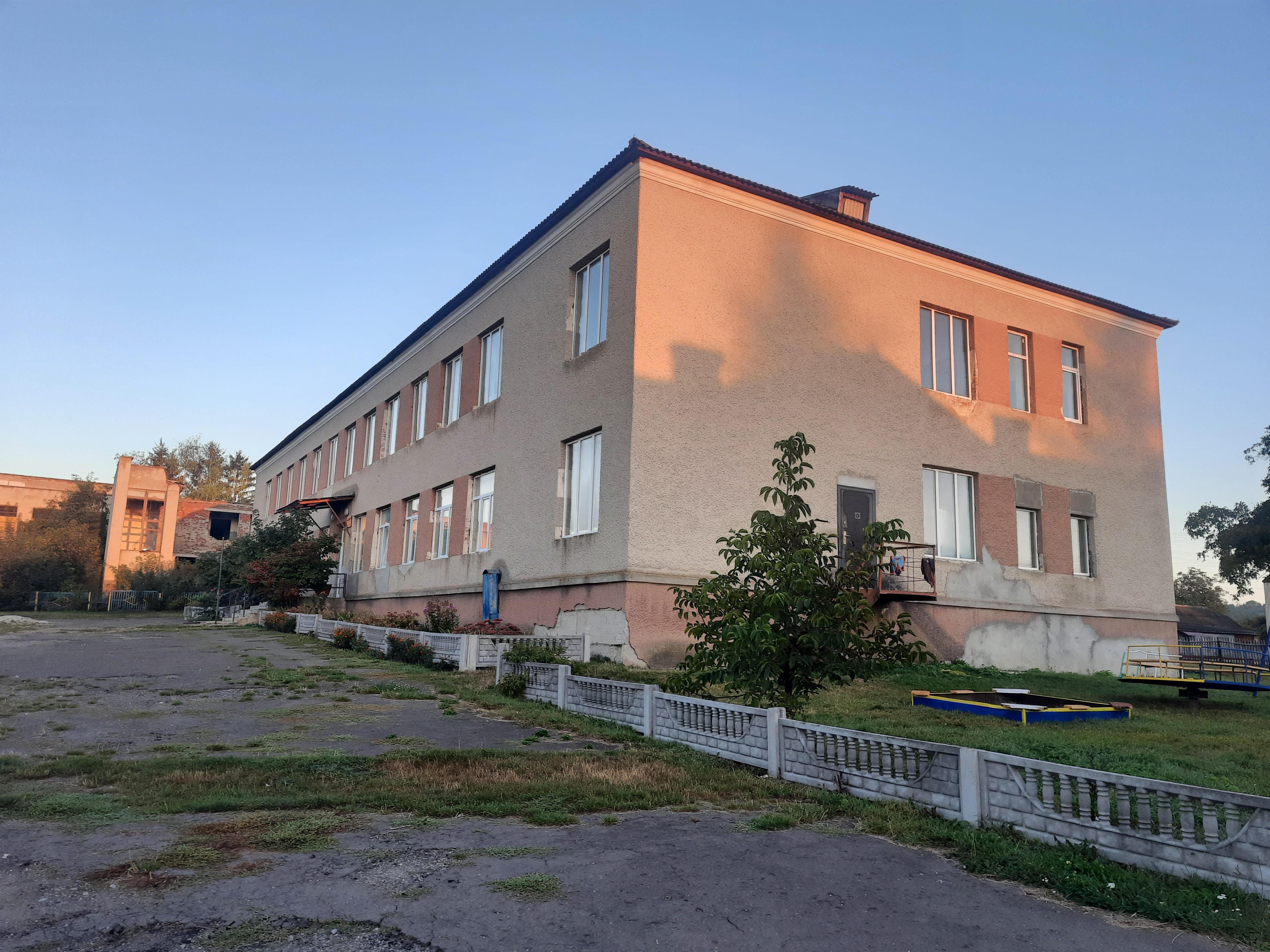
Школа
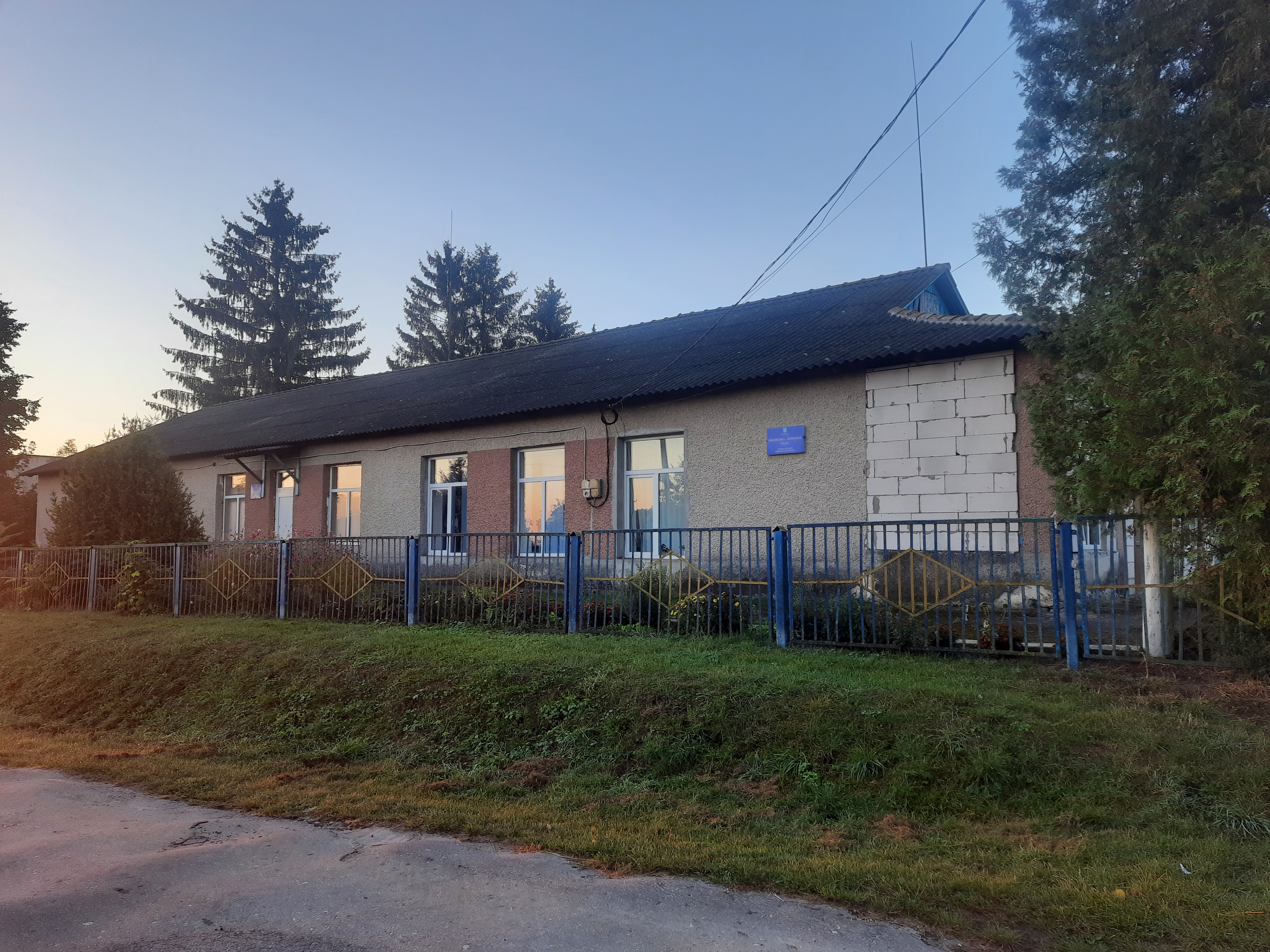
Старостат
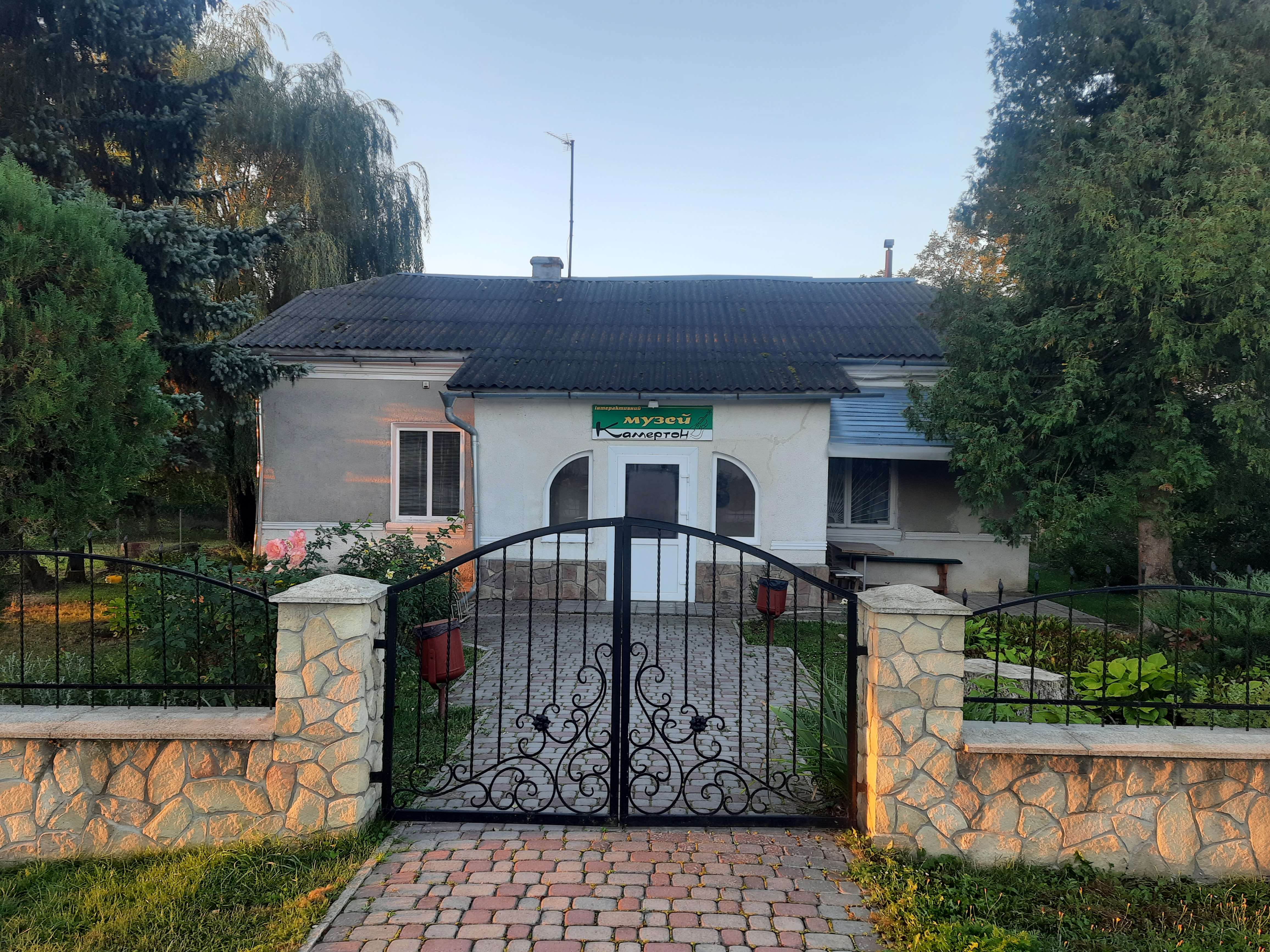
Музей "Камертон"
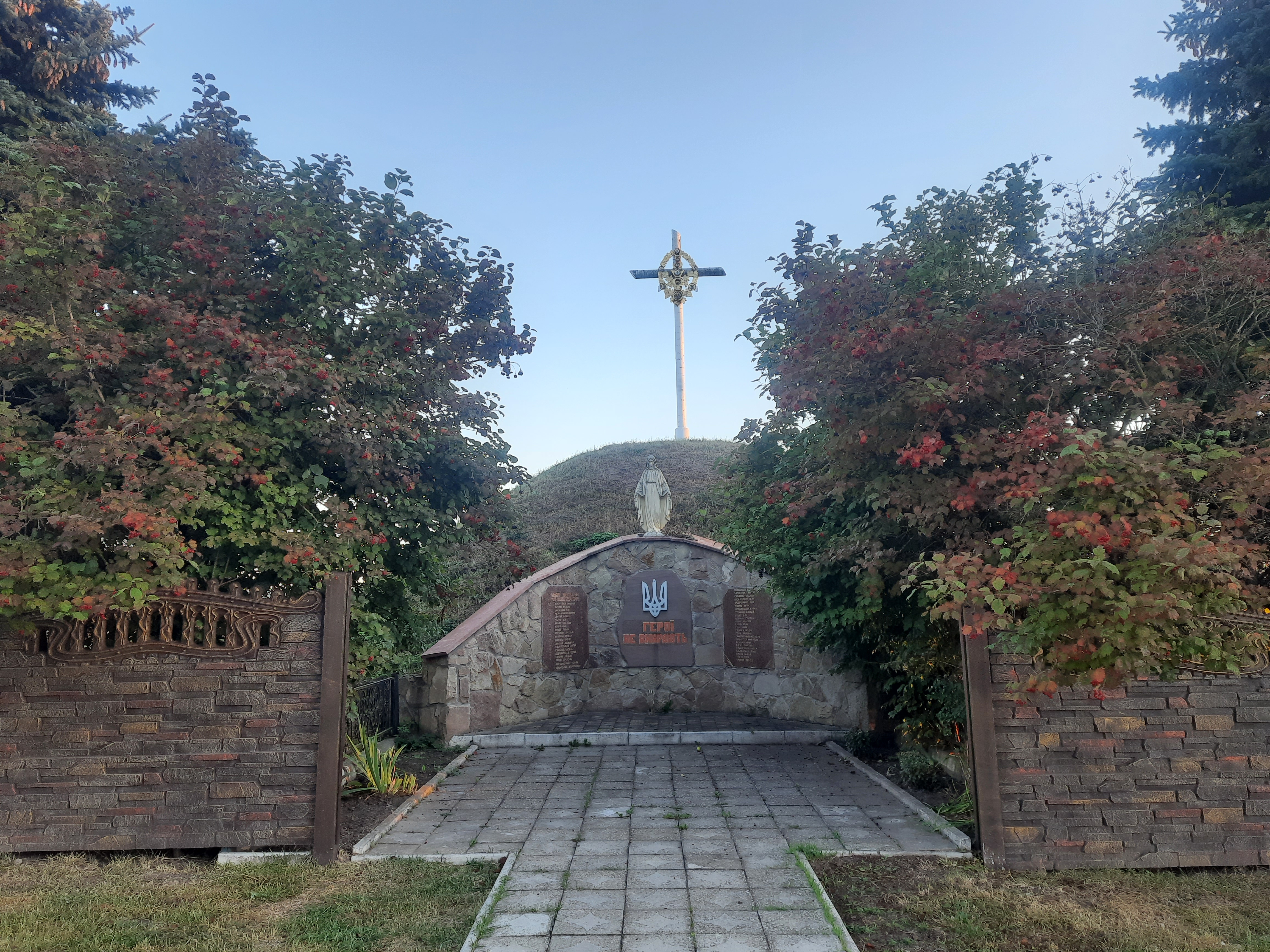
Символічна могила Борцям за волю України
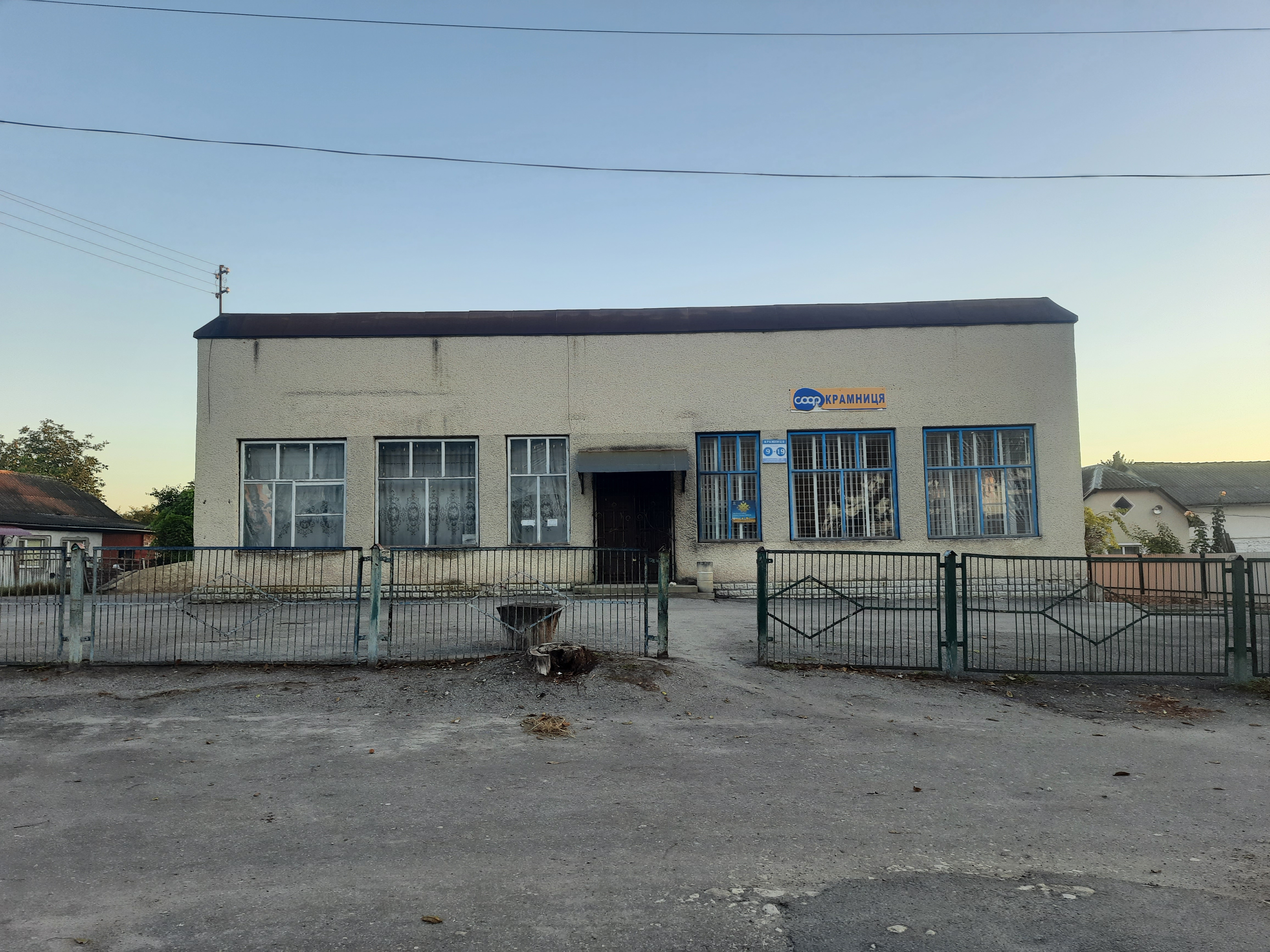
Крамниця
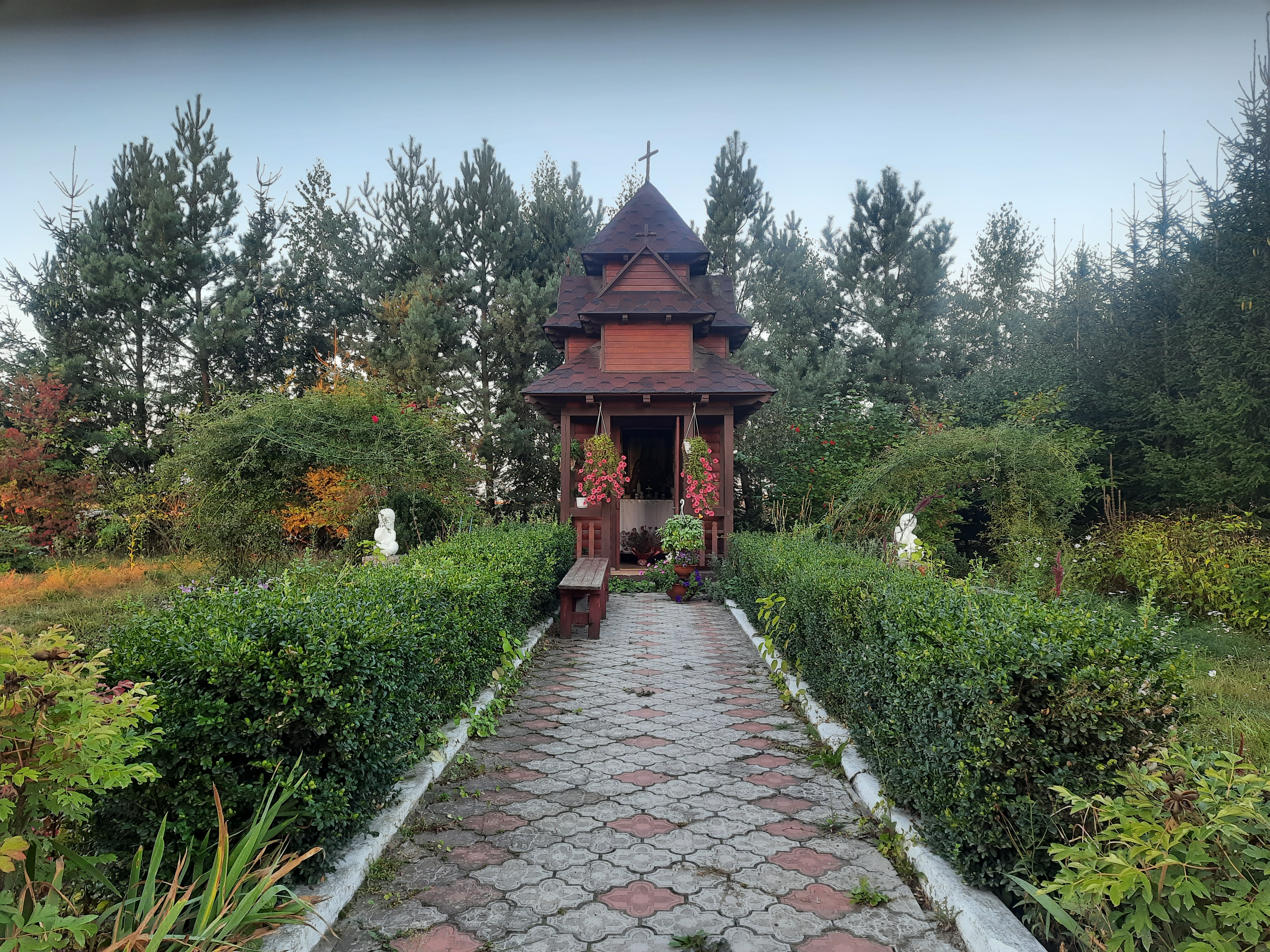
Капличка
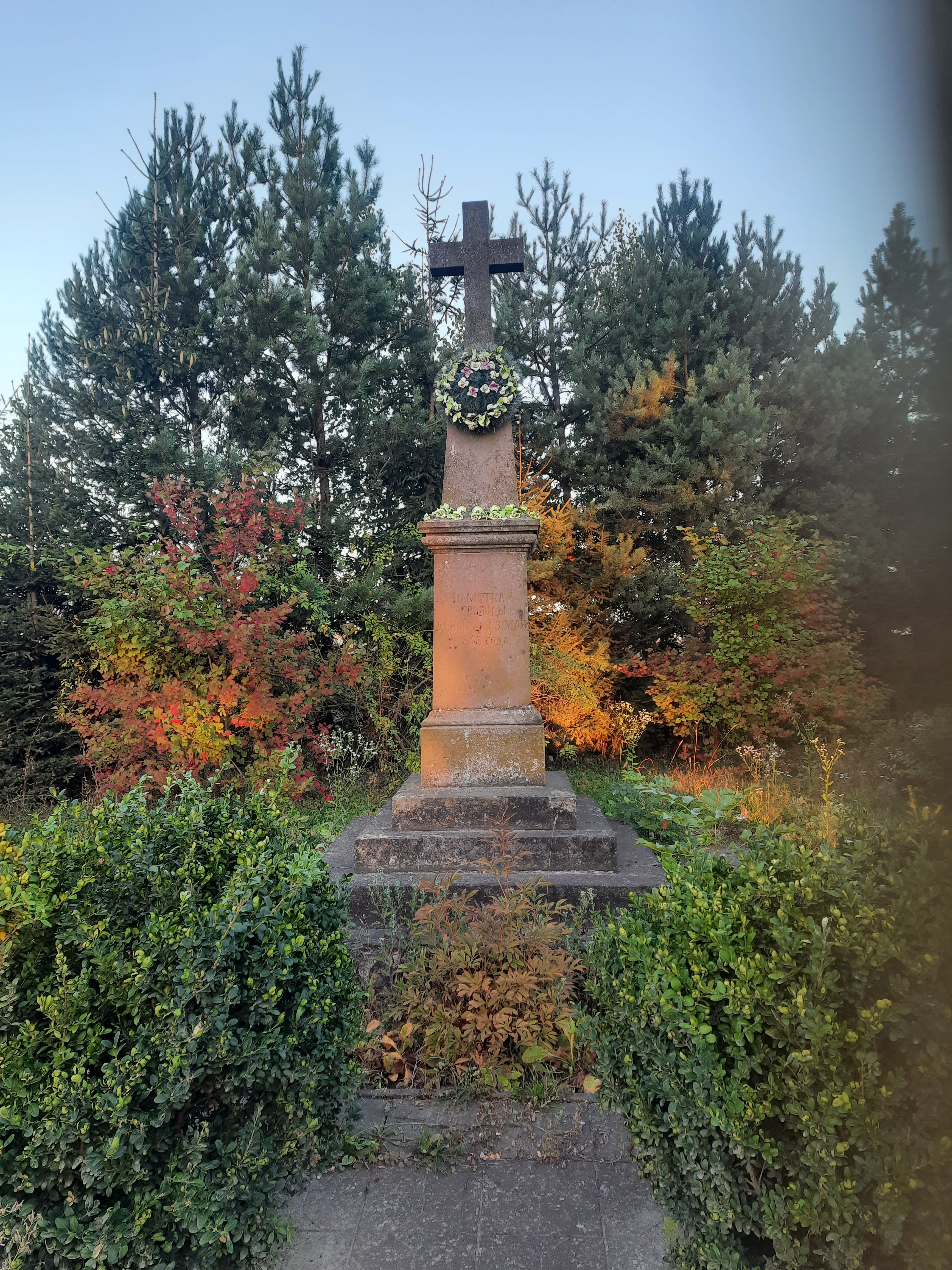
Пам'ятний хрест з нагоди скасування панщини
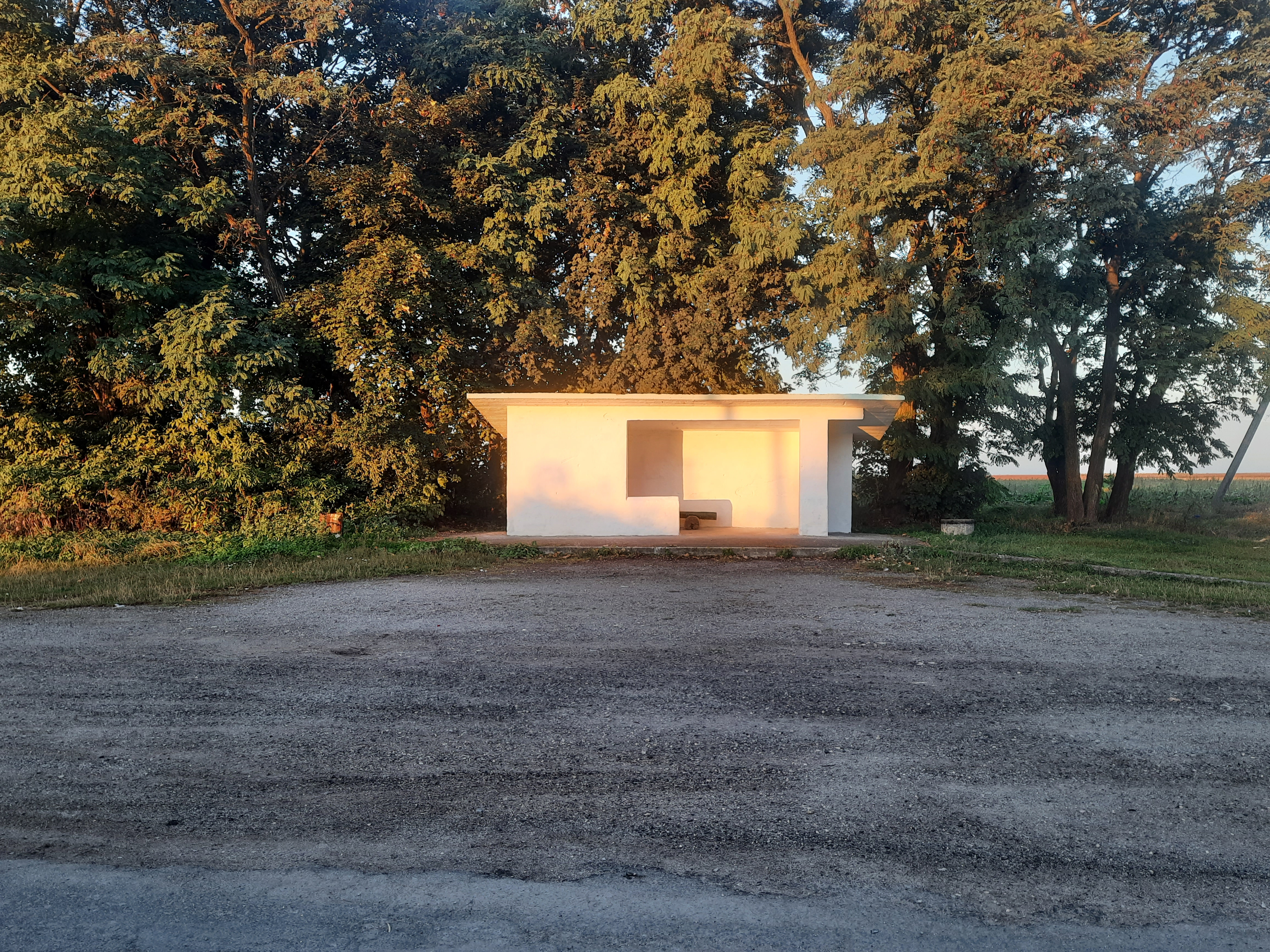
Автобусна зупинка